# 聖米吉 (拉馬爾省)
聖米吉（西班牙語：San Miguel），是秘魯的城鎮，位於該國中南部阿亞庫喬大區，面積90,298平方公里，海拔高度2,661米，2005年人口8,392，人口密度每平方公里0.21人，居民主要使用奇楚瓦語和西班牙語。
13°00′45.38″S 73°58′51.47″W / 13.0126056°S 73.9809639°W